# Бобало Юрій Ярославович
Ю́рій Яросла́вович Бо́бало (нар. 23 липня 1945, с. Дунаїв, нині Львівський район, Львівська область) — український науковець у галузі радіотехніки, кандидат технічних наук (1985), доктор технічних наук (2010), професор. У 2007—2025 роках — ректор Національного університету «Львівська політехніка». Заслужений працівник освіти України. Лауреат Державної премії України в галузі науки і техніки.

## Біографія
В 1973 році закінчив Львівський політехнічний інститут за спеціальністю «Радіотехніка». У 1973—1975 роках працював завідувачем навчальної лабораторії, 1975—1980 — асистентом кафедри радіотехнічних систем і пристроїв радіотехнічного факультету Львівського політехнічного інституту. У 1980—1984 роках — аспірант Московського авіаційного інституту. В 1984—1986 — молодший, старший науковий працівник галузевої науково-дослідної лабораторії радіотехнічного факультету, з 1986 року — асистент, доцент, з 2004 — професор кафедри теоретичної радіотехніки та радіовимірювань, у 1986—2002 — заступник проректора з наукової роботи, в 2002—2005 — проректор з наукової роботи, з 2005 — 1-й проректор, з 2007 року — ректор Національного університету «Львівська політехніка».
Наукові інтереси зосереджені в галузі надійнісного проєктування радіоелектронної апаратури. Є автором понад 130 друкованих праць, серед яких монографія «Системний аналіз якості виробництва прецизійної радіоелектронної апаратури» (1996), навчальні посібники «Основи надійності радіоелектронних пристроїв» (1998), «Основи радіоелектроніки» (2002), «Методика розрахунку надійності радіоелектронних пристроїв» (2005), підручник «Основи теорії електронних кіл» (2006). Під його керівництвом захищено 4 кандидатські дисертації. 4 травня 2011 року підписав рішення науково-технічної ради НУ «Львівська політехніка», яке рекомендувало представити Андрія Слюсарчука (т. зв. «доктора Пі») до почесного звання «Заслужений діяч науки i техніки України».
13 листопада 2012 року отримав науковий ступінь доктора honoris causa Вроцлавської політехніки.
Одружений. Має дочку Олену і сина Ігоря.

## Статки
Матеріал журналістки Єлизавети Чип про статки Ю. Бобала, розміщений 2017 року на вебсторінці видання «Львівська газета» згодом із невідомих причин зник зі сайту. Статтю перепублікував ресурс leopolis.news. У ній ідеться про те, що за даними декларацій станом на 2017 рік Юрій Бобало із дружиною мали готівкою 2 млн. 118 тис. гривень, 29 тис. євро і 55 тис. доларів, квартиру на 96 м2, а також недобудований садовий будиночок на 167 м2 у селі Дунаїв Перемишлянського району.
Донька ректора, Олена, 2014 року придбала дві квартири (загалом 120 м2) у житловому комплексі бізнес-класу «Схід Сонця» за сумарною вартістю бл. 2 млн гривень. 2016 року придбала чотирикімнатне помешкання на 206 м², також у Львові. Того самого 2016 року в тому самому котеджному містечку придбав п'ятикімнатне помешкання (275 м²) Ігор Бобало.

## Нагороди
- Орден князя Ярослава Мудрого III ступеня (27 червня 2020) — за значний особистий внесок у державне будівництво, зміцнення національної безпеки, соціально-економічний, науково-технічний, культурно-освітній розвиток Української держави, вагомі трудові досягнення, багаторічну сумлінну працю[5]
- Орден князя Ярослава Мудрого IV ступеня (27 червня 2015) — за значний особистий внесок у державне будівництво, соціально-економічний, науково-технічний, культурно-освітній розвиток України, вагомі трудові здобутки та високий професіоналізм[6]
- Орден князя Ярослава Мудрого V ст. (5 травня 2009) — за вагомий особистий внесок у соціально економічний та культурний розвиток міста Львова, високі досягнення у професійній діяльності та багаторічну сумлінну працю[7]
- Орден «За заслуги» ІІІ ст. (5 жовтня 2012) — за значний особистий внесок у розвиток національної освіти, підготовку кваліфікованих фахівців, багаторічну плідну педагогічну діяльність, високий професіоналізм[8]
- Заслужений працівник освіти України (18 серпня 2006) — за значний особистий внесок у соціально-економічний, культурний розвиток Української держави, вагомі трудові досягнення та з нагоди 15-ї річниці незалежності України[9]
- Державна премія України в галузі науки і техніки 2015 року — за роботу «Моніторинг об'єктів в умовах апріорної невизначеності джерел інформації» (у складі колективу)[10]
- Відзнака Президента України — ювілейна медаль «25 років незалежності України» (6 грудня 2016) — за вагомий особистий внесок у розвиток національної освіти, підготовку висококваліфікованих спеціалістів, багаторічну плідну науково-педагогічну діяльність та з нагоди 200-річчя від дня заснування Національного університету «Львівська політехніка»[11]
- Відзначений Грамотою Верховної Ради України (2004), нагрудним знаком «Відмінник освіти України» (2004), нагрудним знаком «Петро Могила» (2005), відзнакою міністерства оборони України «Знак пошани» (2007).